# ブラクストン郡 (ウェストバージニア州)

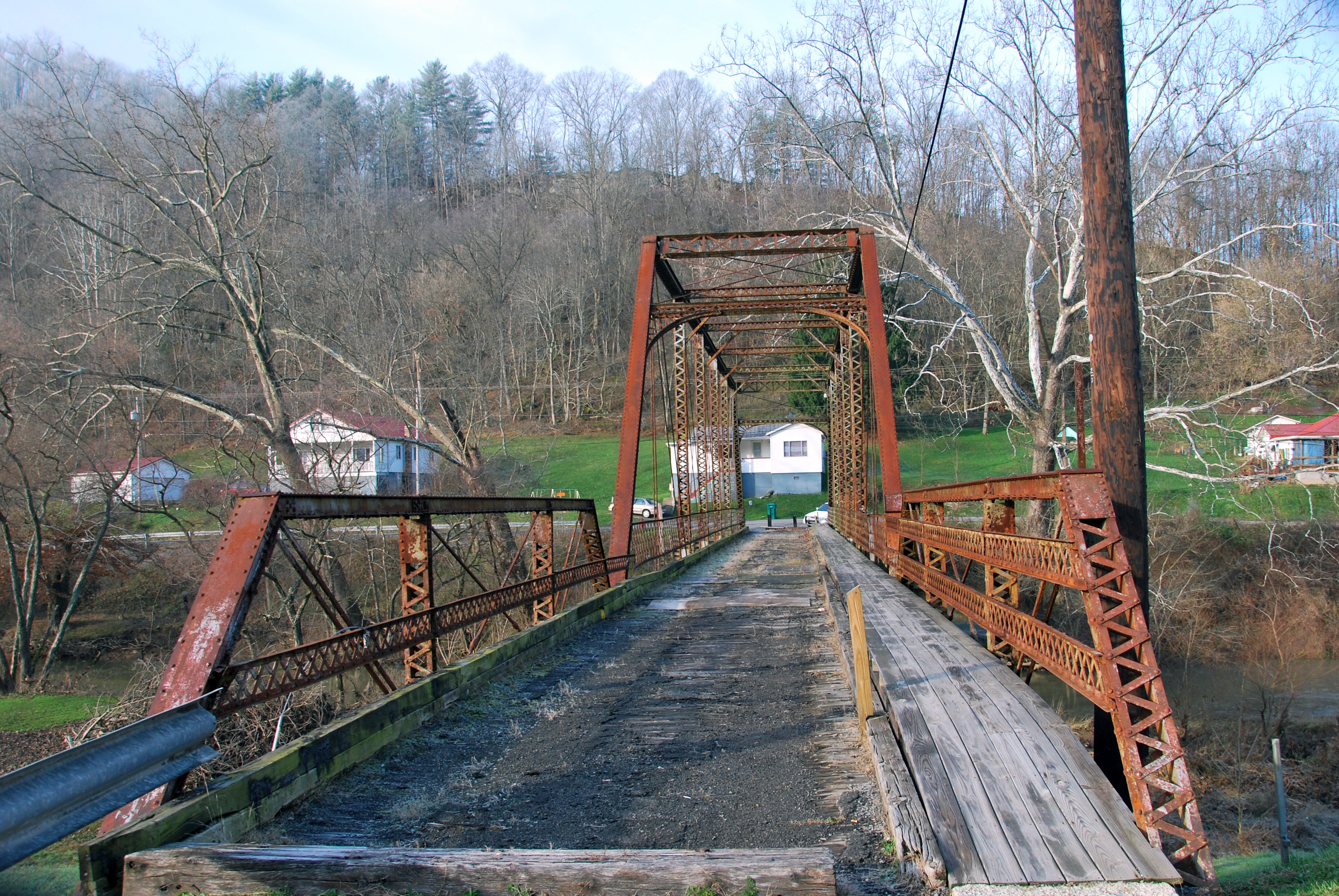
バーンズビル橋

ブラクストン郡（英: Braxton County）は、アメリカ合衆国ウェストバージニア州の中央部に位置する郡である。2010年国勢調査での人口は14,523人であり、2000年の14,702人から1.2%減少した。郡庁所在地はサットン町（人口994人）であり、同郡で人口最大の町でもある。ブラクストン郡はバージニア州時代の1836年に、ルイス郡、カナー郡、ニコラス郡のそれぞれ一部を合わせて設立された。郡名は、バージニア州の出身で、アメリカ独立宣言に署名した政治家カーター・ブラクストンに因んで名付けられた。ウェストバージニア州の人口重心が、郡内ガサウェイの町にある。
郡内のブルタウンではかつて重要な岩塩の採掘が行われていた。1772年、ブル大尉とその家族および友好的なデラウェア族インディアンが、フロンティアの開拓者に虐殺されたのがブルタウンだった。ジェシー・ヒューズはジェレマイア・カーペンターを助け、カーペンター虐殺を実行したインディアンを追跡して殺した。ジェレマイアは著名なバイオリン奏者でもあり、また岩の隠れ家に逃れた経験からシェルビン・ロックの歌を作った。

## 地理
アメリカ合衆国国勢調査局に拠れば、郡域全面積は516平方マイル (1,336.4 km2)であり、このうち陸地513平方マイル (1,328.7 km2)、水域は3平方マイル (7.8 km2)で水域率は0.52%である。

### 主要高規格道路
- 州間高速道路79号線
- アメリカ国道19号線
- ウェストバージニア州道4号線
- ウェストバージニア州道5号線
- ウェストバージニア州道15号線

### 隣接する郡
- ルイス郡 - 北東
- ウェブスター郡 - 南東
- ニコラス郡 - 南
- クレイ郡 - 南西
- カルフーン郡 - 西
- ギルマー郡 - 北西

## 人口動態
以下は2000年国勢調査による人口統計データである。
| 基礎データ - 人口: 14,702人 - 世帯数: 5,771 世帯 - 家族数: 4,097 家族 - 人口密度: 11人/km2（29人/mi2） - 住居数: 7,374軒 - 住居密度: 6軒/km2（14軒/mi2） 人種別人口構成 - 白人: 98.02% - アフリカン・アメリカン: 0.69% - ネイティブ・アメリカン: 0.35% - アジア人: 0.11% - 太平洋諸島系: 0.05% - その他の人種: 0.08% - 混血: 0.71% - ヒスパニック・ラテン系: 0.44% 年齢別人口構成 - 18歳未満: 22.8% - 18-24歳: 7.5% - 25-44歳: 28.1% - 45-64歳: 25.8% - 65歳以上: 15.8% - 年齢の中央値: 40歳 - 性比（女性100人あたり男性の人口） - 総人口: 102.6 - 18歳以上: 103.0 | 世帯と家族（対世帯数） - 18歳未満の子供がいる: 30.3% - 結婚・同居している夫婦: 57.3% - 未婚・離婚・死別女性が世帯主: 9.2% - 非家族世帯: 29.0% - 単身世帯: 25.2% - 65歳以上の老人1人暮らし: 12.4% - 平均構成人数 - 世帯: 2.46人 - 家族: 2.92人 収入と家計 - 収入の中央値 - 世帯: 24,412米ドル - 家族: 29,133米ドル - 性別 - 男性: 27,560米ドル - 女性: 17,778米ドル - 人口1人あたり収入: 13,349米ドル - 貧困線以下 - 対人口: 22.0% - 対家族数: 17.9% - 18歳未満: 27.9% - 65歳以上: 13.7% |

## 都市と町

### 法人化町
- サットン町 - 郡庁所在地
- バーンズビル
- フラットウッズ
- ガサウェイ

### 未編入の町
| - ボニー - ブラクストン - カンフィールド - ケアレス - セントラリア - クレム | - コーペン - コーリー - カトリップス - ディンジー - ダック - エルミラ | - イクスチェンジ - フォールズミル - フレームタウン - ジップ - グレンドン - ヒーターズ | - ヘロルド - リトルバーチ - リトルオッター - ネピア - ニュービル - リッフル | - ローズデール - サービア - ストレンジクリーク - テイグ - テスラ - ウィルジー |